# Szebeni-havasok
A Szebeni-havasok (románul: Munții Cindrel) egy hegycsoport Romániában, a Déli-Kárpátokban, a Páring-hegység csoportjának északkeleti részén. Déli határán a Lotru-hegység, nyugati határán a Kudzsiri-havasok (románul: Munții Șureanu) található. A hegységtől északkeletre van Nagyszeben.

## Domborzat
A Szebeni-havasok 900 km² területtel rendelkezik, legmagasabb pontja a Csindrel (2244 m). Az Erdélyi-medence 200-400 méteres magasságából hirtelen emelkedik 900 méterig, majd lassan 2200 méter fölé. Nincs egyértelmű főgerinc. A legmagasabb gerinc a hegység déli részén van, amely északkelet – délnyugat irányú. Hegyei (keletről): Chicioara (1015 m), Măgura (1304 m), Dealu Derjani (1211 m), Dosu Albului (1303 m), Ghihan (1410 m), Tomnaticu (1386 m), Oncești (1713 m), Batrâna (1911 m), Surdu (1962 m), Rozdești (1952 m), Niculești (2036 m), Cinaia (2057 m), Csindrel (2244 m), Frumoasa (2168 m), Serbota Mare (2007 m), Dealu Domnilor (1742 m), Oasa Mare (1732 m). Ebből ágaznak szét alacsonyabb gerincek észak felé.

## Éghajlat
- Az Erdélyi-medencével való találkozásnál, 1000 m magasságig viszonylag meleg és száraz az éghajlat. Az évi átlaghőmérséklet 7-10 °C, júliusban 17-22 °C, januárban -4--2 °C. A csapadékmennyiség 600 – 1000 mm/év. Az uralkodó szél északnyugati, a Maros völgye felől.
- 1000 és 1800 m között az éves átlaghőmérséklet 4-6 °C, júliusban 12-14 °C, januárban -7--5 °C. Szeptember 19. körül jelenik meg az első fagy, az utolsó május 15-én. A fagy nélküli napok száma átlagosan 127. Az átlagos csapadékmennyiség 800-1400 mm/év, a maximum júniusban (138 mm), minimum decemberben (35 mm). A havas napok száma 186 körüli, a hóréteg átlagos vastagsága 51-63 cm.
- Az 1800 m feletti részeken hideg és nedves az éghajlat. Itt hat hónapig tart a tél. Az éves átlaghőmérséklet -2 °C – 2 °C, júliusban 8 °C – 12 °C, januárban -6 °C – -8 °C. A csapadékmennyiség meghaladja az 1400 mm-t évenként. A csapadék leggyakoribb formája a hó, amely a Csindrel alatti védett völgyekben augusztusig is eltart. Télen gyakoriak a hóviharok.

## Külső hivatkozások
- Térkép[halott link]